# Pseudomys albocinereus
Espèce
Statut de conservation UICN

 LC  : Préoccupation mineure
La souris gris-cendre (Pseudomys albocinereus) est une espèce de rongeur de la famille des Muridés originaire d'Australie. C'est l'un des rares mammifères placentaires qui n'ait pas été introduit par l'homme en Australie.
On la trouve dans toute l'Australie.